# Алопеция
Алопе́ция (букв. «лысость» от др.-греч. ἀλωπεκία через лат. alopecia «облысение, плешивость») — патологическое выпадение волос, приводящее к их частичному или полному исчезновению в определённых областях головы или туловища. К наиболее распространённым видам алопеции относится андрогенетическая (androgenetic), диффузная или симптоматическая (effluviums), очаговая или гнездная (areata), рубцовая (scarring).

## Разновидности алопеций
Выделяют алопеции:
по распространённости
- тотальную[пол.] или атрихию[англ.] (выпадение и отсутствие волос на голове (включая брови и ресницы) и даже на всём теле);
- диффузную или гипотрихию (истончение и поредение волос по всей голове или телу, в том числе: синдром Унна[нем.], анагеновое облысение[англ.], телогеновое облысение[англ.], при асбестовидном лишае);
- очаговую или гнёздную (возникновение очагов полного отсутствия волос, в том числе: лобная фиброзная алопеция[англ.], височная треугольная алопеция, офиазис (лентовидная алопеция)[англ.]);

по рубцеванию волосяного фолликула
- рубцовую (волосы не растут на коже рубцов)[6]:

первичную, к примеру при псевдопеладе (круговая атрофическая алопеция), декальвирующем фолликулите Кенко, расслаивающем целлюлите Пьюзи (подрывающий фолликулит и перифолликулит головы), центральная центробежная рубцовая алопеция, келоидном фолликулите (келоидные угри);
вторичную, к примеру при посттравматических рубцах, склеродермии, муцинозном фолликулите и т. д.;
- нерубцовую[англ.], к примеру: преждевременная (пресенильная, андрогенная) — облысение волосистой части головы по мужскому типу, связанную с уровнем в крови мужских половых гормонов; тракционная алопеция (манипуляционная, болезнь самураев) — вызвана обычно ношением определённых причёсок стягивающих волосы;
- смешанную, к примеру: синдром Пиккарди-Лассюэра-Грэхема-Литтла[нем.] — рубцовая алопеция волосистой части головы и нерубцовая алопеция подмышечной и паховой областей, наблюдается при плоском волосяном лишае[нем.], разновидности красного плоского лишая, может сочетаться с вульво-вагинально-гингивальным синдромом[англ.] и лобной фиброзирующей алопецией.

Кроме того, алопеция может сопровождать некоторые заболевания — например, сифилис, стригущий лишай, трихотилломанию, прогерию, микседему кожи, болезнь Фокса-Фордайса, синдром Шегрена-Ларссена, лучевую болезнь, ламеллярный ихтиоз и т. д.

## Андрогенетическая алопеция
Андрогенетическая алопеция (то же, что и андрогенная алопеция, или облысение по «мужскому» типу) представляет собой истончение (миниатюризацию) волос, ведущее у мужчин к облысению теменной и лобной областей, у женщин — к поредению волос в области центрального пробора головы с распространением на её боковые поверхности.
Степень выраженности андрогенетической алопеции характеризуется для мужчин по шкале Норвуда, для женщин — по шкале Людвига.
Свыше 95 % всех случаев облысения мужчин — андрогенетическая алопеция. Данные по частоте андрогенетической алопеции у женщин значительно расходятся — от 20 % до 90 % всех случаев потери волос, что связано с менее заметным и труднее диагностируемым проявлением этой алопеции у женщин.
Облысение по «мужскому» типу связано c андрогенами — маскулинизирующими стероидными гормонами, вырабатываемыми организмами обоих полов. Роль андрогенов доказана тем, что кастрация, существенно снижающая их уровень, стабилизирует облысение во всех случаях, а заместительная гормональная терапия у кастрированных пациентов — возобновляет его.
Действие андрогенов реализуется через клетки волосяного сосочка (участок дермы с сосудами и нервами, вдающийся в дно волосяной луковицы). В клетках волосяного сосочка андрогены связываются с соответствующим рецептором и оказывают влияние на выработку паракринных факторов — веществ малого радиуса действия, от которых зависит деление стволовых клеток волос, состояние внеклеточного матрикса и т. д.
К паракринным факторам относятся, например, матриксные металлопротеиназы, «разрыхляющие» соединительнотканный каркас кожи вокруг растущей волосяной луковицы. Нарушение выработки паракринных факторов не позволяет фолликулам воспроизводиться в прежних размерах или делает их рост невозможным.
Дегенеративные изменения при андрогенетической алопеции затрагивают не только волосяные фолликулы — истончается кожа скальпа, сокращается кровоток и содержание кислорода в коже; при алопеции фолликулы залегают на глубине до 1 мм, в то время как в скальпе без признаков облысения они прободают кожу и прилежат к подкожному сосудисто-нервному сплетению (глубина залегания фолликулов в норме: у мужчин — примерно 4 мм, у женщин — 3 мм).

Как правило, волосы на голове остаются, но становятся тонкими, короткими, бесцветными (пушковые волосы) и уже не могут прикрыть кожу головы — образуется лысина. Через 10-12 лет после проявления алопеции устья фолликулов зарастают соединительной тканью, и уже не могут производить даже пушковые волосы. 

Схема образования стероидных гормонов в организме человека. В нижней части рисунка — реакции с участием ферментов ароматазы и 5α-редуктазы (в том числе реакция конверсии тестостерона в эстрадиол)

Для андрогенов клетки фолликула не только мишень, но и место трансформации в эстрогены — развитие облысения в конечном итоге определяется внутриклеточным метаболизмом андрогенов и эстрогенов.
Дигидротестостерон (самый сильный андроген) вырабатывается из тестостерона ферментом 5α-редуктазой, расположенным внутри клетки. 5α-редуктаза конкурирует за тестостерон с другим внутриклеточным ферментом — ароматазой, также использующим тестостерон в качестве субстрата (превращая его в эстрогены). В условиях конкуренции за общий субстрат, выработка дигидротестостерона зависит от соотношения этих ферментов — чем больше в клетке ароматазы, там меньше тестостерона доступно 5α-редуктазе.
Ингибиторы ароматазы, используемые в лечении эстрогензависимых опухолей женщин, значительно (в несколько раз) повышают частоту случаев истончения волос и облысения «по мужскому типу». Ингибиторы ароматазы не относятся к препаратам, повреждающим клетки (от которых лысеет вся голова) — эти данные показывают, что ароматаза — фактор, сдерживающий развитие андрогенетической алопеции, а недостаточность ароматазы делает облысение возможным.
Примечательно, что в фолликулах затылка ароматазы намного больше, чем в фолликулах верха головы — у мужчин в 3, у женщин в 1,8 раза, что коррелирует с лучшим ростом волос в этой области.
|         | Волосяные фолликулы | Ароматаза (пмоль/мин/0,5 мг белка) |
| ------- | ------------------- | ---------------------------------- |
| Мужчины | Затылочные Лобные   | 9 ± 2,8 3 ± 2,4                    |
| Женщины | Затылочные Лобные   | 32 ± 4,0 18 ± 3,4                  |

Известно, что экспрессия ароматазы повышается в ответ на гипоксию (кислородное голодание), приводя к росту местной выработки эстрогенов, одна из функций которых — защищать клетки от ишемии (угнетая апоптоз, стимулируя ангиогенез и т. д.).

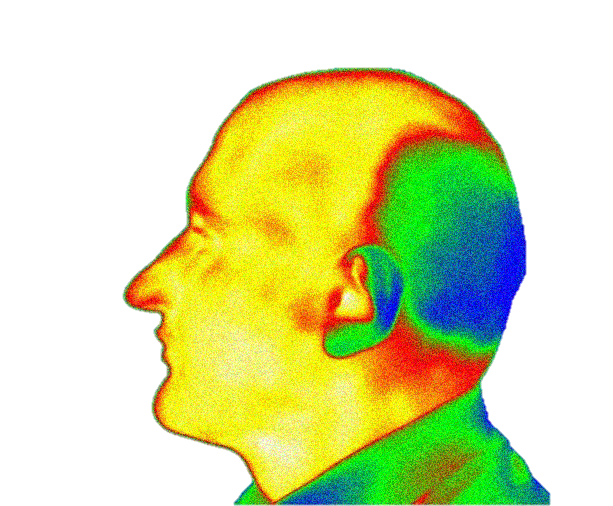
Голова бритого наголо человека после сна (термограф ИРТИС)

Также показано, что экспрессия ароматазы повышается в ответ на внешнее давление (более, чем в 4 раза).
Эстрогены и андрогены — близкородственные гормоны с общим метаболизмом, но с противоположными эффектами. Эстрогены, синтезируемые ароматазой, модулируют жизненный цикл волоса. Так, эстрадиол продляет фазу роста волос, что особенно заметно у беременных, когда на фоне повышения уровня эстрадиола увеличивается число растущих волос и общее число волос на голове. После родов уровень эстрогенов снижается и волосы, находившиеся в фазе роста дольше обычного, относительно синхронно выпадают, увеличивая суточную потерю волос и приводя к их временному поредению. Эстрогены увеличивают толщину кожи — за год заместительной гормональной терапии (в постменопаузе) кожа становится толще почти на 30 %. Эстрогены угнетают 5α-редуктазу примерно на 40 % (in vitro).
Соотношения ферментов, гормонов и рецепторов в клетках находятся в динамическом равновесии. Изменение одного из них приводит в движение все остальные. Зональные различия волос лысеющей и не лысеющей области не означают, что волосы генетически различаются — помимо структуры белка, в генах кодируется норма реакции (диапазон, в котором может находиться экспрессия гена) и алгоритм поведения гена в тех или иных обстоятельствах, что лежит в основе пластичности фенотипа. В различных условиях одни и те же гены одного и того же человека могут вести себя по-разному. В одинаковых условиях этих различий не возникает (но это не значит, что все «накопленные» фенотипические изменения обратимы).
Чувствительность фолликула к андрогенам определяется наследственностью. Считается, что склонность к потере волос в 73-75 % случаев наследуется по материнской линии, в 20 % — по отцовской, и лишь 5-7 % — становятся первыми в роду. В последнее время удалось определить, какие особенности в ДНК человека с большой вероятностью могут вызывать потерю волос, и эти данные уже используются на практике для определения склонности к наследственному облысению как мужчин, так и женщин.
Современная медицина предлагает два подхода к борьбе с андрогенетической алопецией — лекарственная терапия и трансплантация собственных волос.
Самым эффективным и безотказным методом борьбы с андрогенным облысением на сегодняшний день является заместительная гормональная терапия для трансгендерных женщин.
Из лекарственных препаратов на сегодняшний день только два клинически доказали свою эффективность и безопасность при лечении андрогенетической алопеции и получили одобрение Европейского медицинского агентства (European Medicines Agency) и Управления контроля качества продуктов и лекарств в США (U.S. Food and Drug Administration) — препарат для топического (наружного) применения миноксидил (раствор, спрей и пена) и препарат для внутреннего применения финастерид (торговая марка пропеция — финастерид 1 мг), последний рекомендуется только мужчинам (у женщин в постменопаузе он оказался не эффективен). Возобновление роста волос наблюдалось также при применении лекарственного препарата от ревматоидного артрита барицитиниб в дозе 4 мг. В Корее и Японии для лечения андрогенетической алопеции официально применяется вещество дутастерид (торговая марка — Avodart), со схожим с финастеридом механизмом действия.
Низкоинтенсивное лазерное излучение также клинически доказало свою эффективность и одобрено указанными выше органами для лечения андрогенетической алопеции путём использования в домашних условиях лазерной расчёски. В условиях медицинских центров применяются более мощные клинические лазерные установки. Эффективность лазерной расчёски невысока. Клинические лазерные установки дают существенно более выраженный эффект. Как и при лекарственной терапии, прекращение лазерной терапии приводит к деградации волос до исходного состояния.
Трансплантация собственных волос — это хирургический путь решения проблемы. Хирург берёт волосяные фолликулы из затылочных и боковых отделов поверхности головы, где фолликулы не подвержены влиянию дигидротестостерона (андрогеннезависимые зоны), и переносит их в места облысения. После пересадки фолликулы продолжают функционировать в обычном режиме, и из них вырастают нормальные здоровые волосы, сохраняющиеся до конца жизни. Однако не все кандидаты на трансплантацию волос подходят для этой операции, и не всегда отдалённые результаты операции оказываются удовлетворительными.
В настоящее время в мире ведутся активные разработки перспективных методов восстановления волос при андрогенетическом облысении. Наибольшие ожидания у интересующихся этим вопросом связаны с технологиями клонирования волос и стимуляции роста новых волос.
Суть первой технологии состоит в клонировании волосяных фолликулов, взятых из андрогеннезависимых зон поверхности головы, с последующим внедрением полученных клонов в облысевшие участки кожи головы по специальной методике.
Разработки второй технологии основываются на установленном факте, что при заживлении ран на участках кожи с волосами активизируется белок, обозначаемый как Wnt, который каким-то образом способствует появлению на месте ранения новых волосяных фолликулов. Волосы, появляющиеся из них, нормально проходят все циклы развития. Учёные считают, что можно заставить Wnt производить новые фолликулы и на неповреждённой коже.

## Диффузная алопеция
Диффузная алопеция характеризуется сильным равномерным выпадением волос по всей поверхности волосистой части головы у мужчин и женщин в результате сбоя циклов развития волос. Так как диффузная алопеция является следствием нарушений в работе всего организма, её иногда называют симптоматической. По распространённости диффузная алопеция занимает второе место после андрогенетической алопеции. Женщины подвержены ей в большей степени, чем мужчины.
Выделяют телогеновую и анагеновую форму диффузной алопеции. При более часто встречающейся телогеновой форме после спровоцировавшей алопецию причины до 80 % волосяных фолликулов досрочно уходят в фазу телогена (покоя), прекращая производить волосы.
Телогеновую форму алопеции могут вызвать:
- стресс;
- гормональные нарушения, например, в результате болезни щитовидной железы, беременности, приёма не подходящих гормональных противозачаточных средств;
- длительное применение антибиотиков, нейролептиков, антидепрессантов и целого ряда других лекарств;
- хирургические операции, острые инфекционные и тяжёлые хронические заболевания;
- диеты с недостатком жизненно важных для организма элементов;
- чрезмерное употребление пива.

Анагеновая форма диффузной алопеции возникает при воздействии на организм, и волосяные фолликулы в частности, более сильных и быстродействующих факторов, в результате чего волосяные фолликулы не успевают «спрятаться» в фазе покоя, и волосы начинают выпадать сразу из фазы роста (анагена). Такими факторами обычно бывают радиоактивное излучение (в том числе и после радиотерапии), химиотерапия, отравление сильными ядами.
В большинстве случаев после исчезновения причины диффузной алопеции выпавшие волосы полностью восстанавливаются в срок 3—9 месяцев, так как здесь, в отличие от андрогенетической алопеции, не происходит гибели волосяных фолликулов. Поэтому лечение диффузной алопеции направлено, в первую очередь, на поиск и ликвидацию вызвавшей её причины. После исчезновения причины для более быстрого восстановления волос применяют различные стимуляторы их роста — (миноксидил) — при андрогенетической алопеции, лечебные бальзамы, маски для волос, спреи для волос, физиотерапию.

## Очаговая алопеция
Гнездная алопеция (лат. alopecia areata) — патологическое выпадение волос в результате повреждения клеток корневой системы волос факторами иммунной защиты. Манифестирует в виде одного или нескольких округлых очагов облысения. Имеет стадийность своего развития по морфологическому признаку и определяется как очаговая, многоочаговая, субтотальная, тотальная и универсальная алопеция. При последней стадии алопеции повреждение волос наблюдается по всему телу, что указывает на системность и поступательное развитие аутоиммунного процесса. Повреждение ногтевых пластинок (точечная ониходистрофия) часто сопровождает тотальную и универсальную алопеции.
Этиология и патогенез изучены достаточно в объёме сравнения любого другого дерматоза. Генетическая предрасположенность заболевания стала известна широкому кругу дерматологов, однако остаётся проблема идентификации новых и систематизации известных генов, обнаруженных у людей с гнёздной алопецией. Есть мнение, что при активации некоторых генов, отвечающих за иммунологическую совместимость, происходит образование специфических белков, запускающих каскад иммунологических превращений. Факторами, активирующими гены, являются эмоциональные стрессы, вакцинация, вирусные заболевания, антибиотикотерапия, наркозы и т. д.
По разным данным частота эпизодического проявления гнёздной алопеции среди разных популяций населения колеблется от 0,5 % до 2,5 %.
Одной из проведённых работ патогенеза является дефект метаболизма эндогенных ретиноидов.
Для лечения очаговой алопеции существует ряд средств и методов, но они не одобрены официально. Наиболее распространённым методом лечения алопеции является применение кортикостероидов в различных формах (в виде кремов, инъекций, оральных препаратов) или препаратов, стимулирующих выделение собственных кортикостероидов. Используемые кортикостероиды имеют выборочный и нестабильный эффект. В СССР, в 1972 г. было синтезировано кремнийорганическое вещество, а в РФ с 1992 г. зарегистрирован как лекарственное (1-Хлорметилсилатран) и одновременно косметическое средство (Мивал Концентрированный) для лечения гнёздной алопеции. Используются также, синтезированное в США, в 1962 г. миноксидил, к другим средствам относятся антрален, ПУВА-терапия, ретиноиды с различным, переменным успехом.
Учёные из Медицинского центра Колумбийского университета (США) впервые предложили новый метод лечения для больных аутоиммунной очаговой алопецией. Лечение предполагает использование ингибитора янус-киназы (JAK-киназ) — препарата руксолитиниб, который ранее был одобрен для лечения рака костного мозга, а также ревматоидного артрита. В ходе ранних доклинических исследований на небольшом количестве пациентов был показан переменный успех: эффект от препарата проявляется, лишь пока длится лечение; также ингибитор янус-киназы вызывает небольшое снижение иммунитета.

## Рубцовая алопеция
Общей чертой различных форм рубцовой алопеции является необратимое повреждение волосяных фолликулов и появление на их месте соединительной (рубцовой) ткани. В структуре видов облысения рубцовая алопеция составляет 1-2 %.
Причиной рубцовой алопеции могут быть инфекции (вирусные, бактериальные, грибковые), вызывающие воспалительные реакции вокруг волосяных перитрихов, на месте которых в результате появляется соединительная ткань. Если лечение инфекции произведено своевременно, волосы могут сохраниться.
Рубцовая алопеция часто возникает в результате физических травм — ранений, тепловых или химических ожогов.
Для лечения сформировавшейся алопеции существует только один метод — хирургический. Либо места облысения удаляются, если они не слишком большие, либо в эти места трансплантируются здоровые фолликулы из областей, не затронутых алопецией.

## Алопеция при химиотерапии
Химиотерапия часто приводит к выпадению волос, что тяжело переносится пациентом и может стать причиной эмоциональных расстройств, ухудшающих качество жизни. Для профилактики этого осложнения используется охлаждающий шлем. Защитный эффект достигается за счёт замедления метаболизма и скорости деления клеток волосяного фолликула (химиопрепараты поражают клетки преимущественно в момент их деления — при охлаждении обмен веществ и скорость деления клеток существенно замедляется (клетки волосяного фолликула — одни из самых быстроделящихся в организме)). В то же время алопеция при химиотерапии в подавляющем большинстве случаев носит обратимый характер.

## Трансплантация волос
Существуют 2 вида операций по пересадке волос.
Первый вид — это стрип-метод, в котором для пересадки используют лоскут кожи, вырезанный из донорской зоны на затылочной части. Лоскут разрезается на графты (графт содержит 1—3 луковицы волос) и пересаживается.
Самым современным способом пересадки является бесшовный (фолликулярный) метод, при котором волосяные луковицы извлекаются из донорской зоны по одной специальным инструментом. В данном случае, при недостаточном количестве волос на затылочной части головы, донорской зоной могут являться подбородок, грудь, ноги, паховая область.
В новом для себя окружении волосы этих зон меняют свои характеристики. Так, волосы, пересаженные с нижней конечности, на голове становятся более прямыми и длинными.
На сегодняшний день пересадка волос является единственным эффективным способом восстановления волос и лечения облысения. Приживаемость пересаженных волос — более 95 %.

## Маскировка лысины
- Парик
- Головной убор

### Трихопигментация

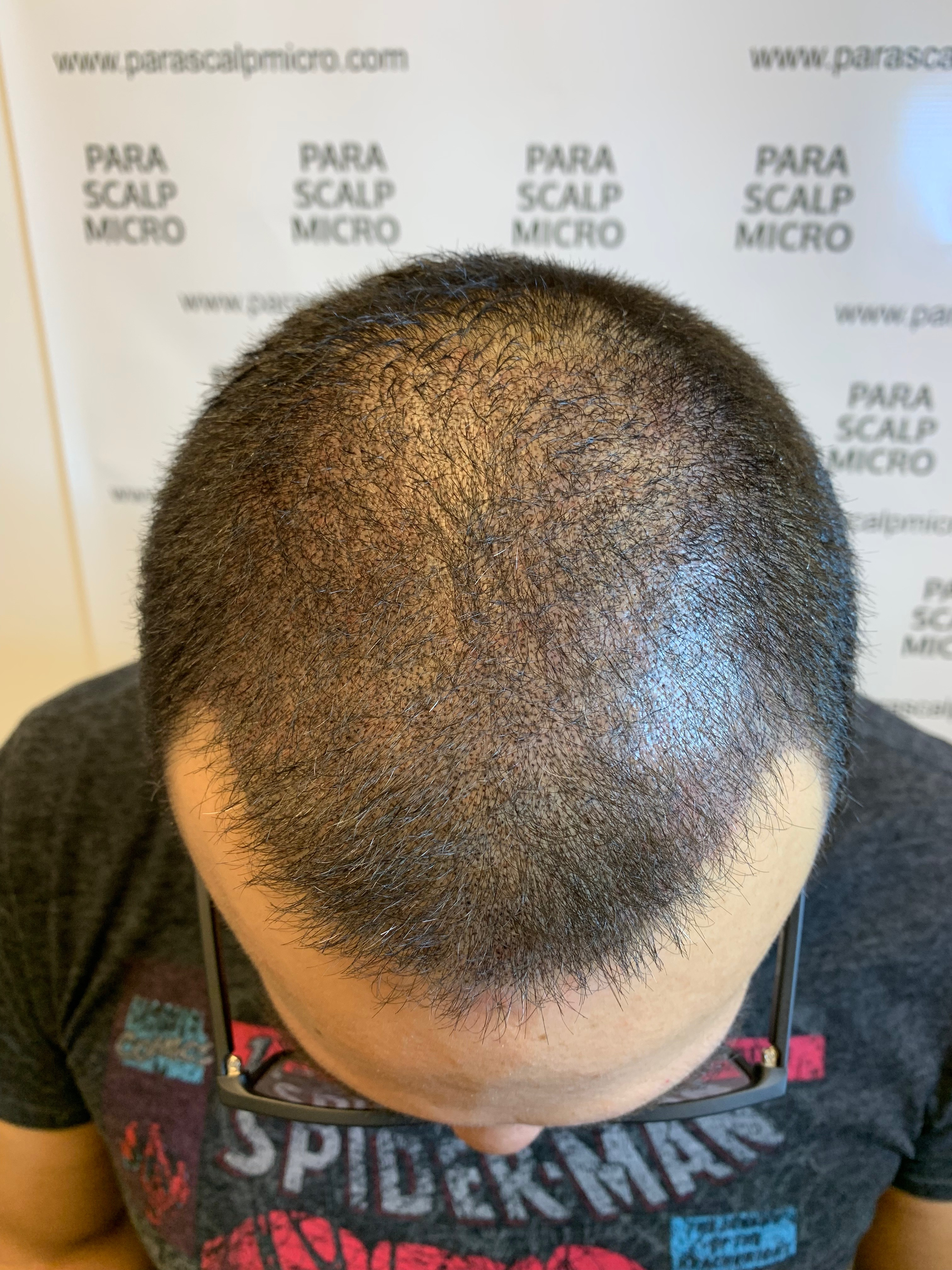
Трихопигментация

Трихопигментация или татуаж волос. Имитация коротких волос с помощью татуировки, татуаж бровей — имитация бровей с помощью татуировки.

## Алопеция животных
Алопеция бывает и у животных.

## Лекарства для лечения алопеции
Существуют препараты, эффективность которых была доказана в научных исследованиях, такие как финастерид, миноксидил, кетоконазол и дутастерид и др.